# Mouvement National Congolais
Mouvement national Congolais, eller MNC, är ett politiskt parti i Demokratiska republiken Kongo, grundat 1958 då landet fortfarande var en belgisk koloni (vid namn Belgiska Kongo). MNC splittrades snart i två partier, uppkallade efter deras respektive ledare: MNC-Lumumba och MNC-Kalonji.

## Grundandet
MNC grundades 1958 som ett afrikanskt nationalistiskt parti i Belgiska Kongo. Partiet var en enhetsfrontsorganisation vars mål var att uppnå självständighet för landet "inom en rimlig" tid. Partiet bildades kring en stadga som undertecknades av bland andra Patrice Lumumba, Cyrille Adoula och Joseph Iléo. 

## Välkända partimedlemmar
- Cyrille Adoula
- Joseph Iléo
- Albert Kalonji
- Joseph Kasongo
- François Lumumba
- Patrice Lumumba
- Joseph-Désiré Mobutu
- Maurice Mpolo
- Joseph Okito
- Alphonse Songolo